# جردن بیر
جردن بیر (انگلیسی: Jordan Beyer؛ زادهٔ ۱۹ مهٔ ۲۰۰۰) بازیکن فوتبال اهل آلمان است.
از باشگاه‌هایی که در آن بازی کرده‌است می‌توان به باشگاه فوتبال فورتونا دوسلدورف اشاره کرد.
او همچنین در تیم‌های ملی فوتبال جوانان آلمان، جوانان آلمان، جوانان آلمان، زیر ۲۰ سال آلمان و زیر ۲۱ سال آلمان بازی کرده‌است.